# Военная форма РККА (1918—1935)
Военная форма РККА — предметы форменной одежды военнослужащих Рабоче-Крестьянской Красной Армии (РККА).

## Период Гражданской войны
Прообразом Рабоче-Крестьянской Красной Армии являлись красногвардейские отряды, начавшие формироваться после февральского переворота 1917 года, а также революционизировавшиеся части вооружённых сил Российской империи.

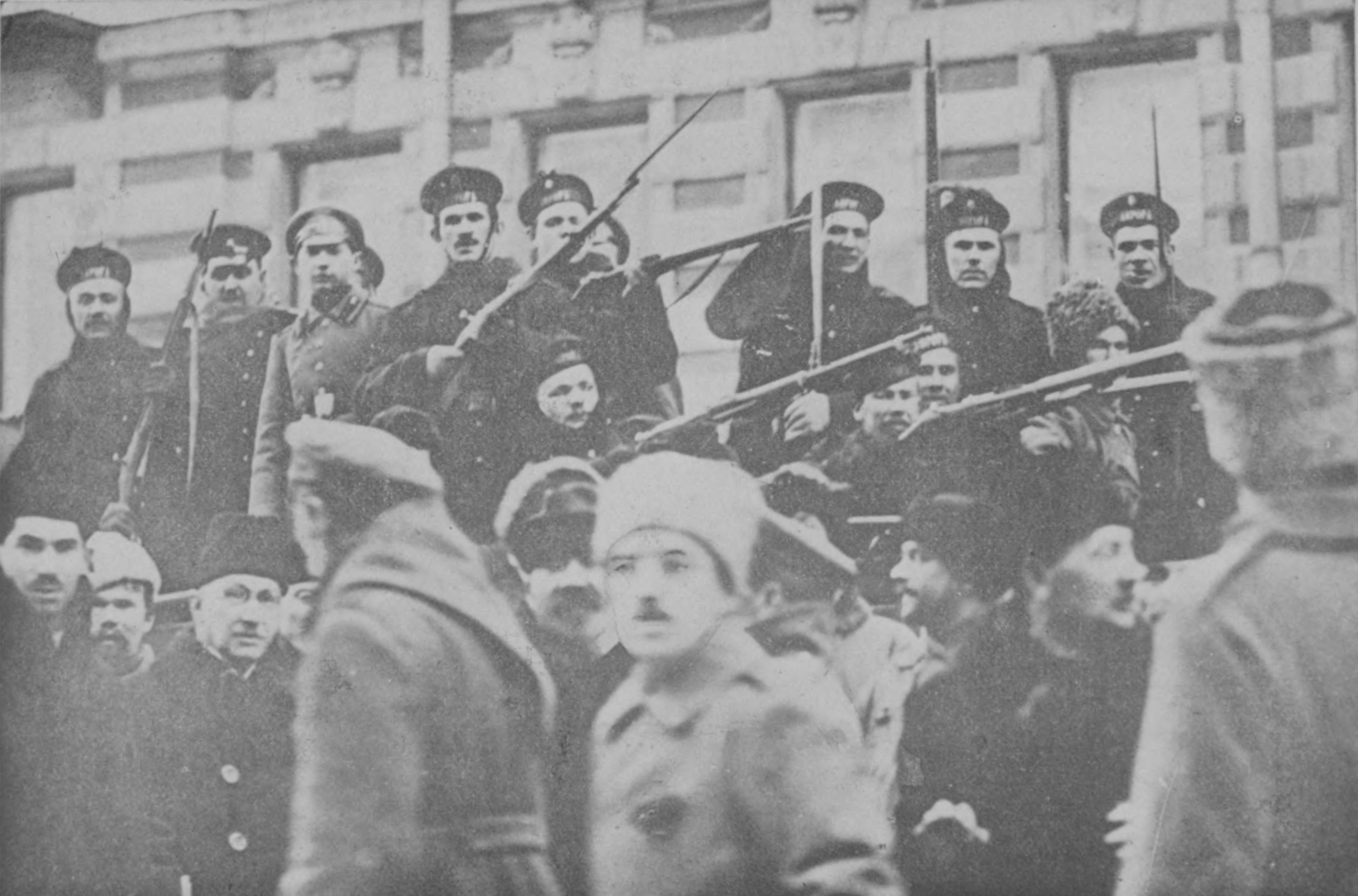
Краснофлотцы и красногвардейцы. У красногвардейца на переднем плане — красный бант на груди

Красногвардейцы не имели никакой установленной формы одежды, их отличала только красная нарукавная повязка с надписью «Красная гвардия» или красная лента на головном уборе, а в отдельных отрядах — нагрудный красногвардейский знак (пришитый или приколотый булавкой красный бант).
При формировании частей РККА приказом народного комиссара по военным делам (наркомвоена) от 30 сентября 1918 года № 929 разрешалось использовать форму одежды бывшей Русской императорской армии без знаков различия — защитные солдатские или офицерские гимнастёрки, шаровары того же цвета, заправленные в сапоги или обмотки с ботинками, солдатские или офицерские походные шинели (обмундирование военного времени, установленное приказами по военному ведомству от 10 марта 1909 года № 100, и от 7 мая 1912 года № 218). Разрешалось ношение униформы произвольных образцов и гражданской одежды. Широкое распространение с 1919 года получили британские и американские френчи. Командиры, комиссары и политработники часто носили кожаные фуражки и куртки. Кавалеристы иногда носили гусарские брюки (чакчиры) и доломаны, а также уланские куртки.

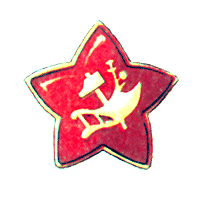
Значок-кокарда образца 1918 года.

Приказом наркомвоена от 7 мая 1918 года № 326 было объявлено положение о конкурсе по установлению формы обмундирования Рабоче-Крестьянской Красной Армии. В разработке формы участвовали такие видные художники, как В. М. Васнецов, Б. М. Кустодиев, М. Д. Езучевский. За основу новой формы было взято походное солдатское обмундирование русской армии: шинель, походная рубаха и шаровары защитного цвета, а также фуражка с козырьком (летний головной убор).
При этом 29 июля 1918 года приказом наркомвоена № 594 были утверждены первые отличительные знаки, указывающие на принадлежность к РККА: нагрудный знак и значок-кокарда на головной убор.

### 1919—1922-е годы

#### Рабоче-Крестьянская Красная Армия
Образец и описание головного убора — зимнего шлема были утверждены приказом Революционного военного совета Республики (РВСР) от 16 января 1919 года № 116, и изменены приказом РВСР от 8 апреля 1919 года № 628 (в частности изменён диаметр пришивной суконной звезды цветом по роду войск с 8,8 см на 10,5 см; также предписано крепление в центре пришивной суконной звезды значка-кокарды установленного образца). Зимний суконный головной убор был похож на богатырский шлем, и на первых порах неофициально назывался богатырка, затем получил название фрунзевка, а затем и будёновка (поскольку сначала такие шлемы поступили в войска под командованием М. В. Фрунзе, а затем С. М. Будённого).
Приказами РВСР от 16 января 1919 года № 116, и от 8 апреля 1919 года № 628, на суконной звезде цветом по роду войск, нашиваемой на зимний шлем, устанавливался кант шириной 5—6 мм, наносимый чёрной краской на расстоянии 3 мм от края звезды (для звёзд из чёрного сукна — красной краской).
Вышеупомянутым приказом № 628 в униформу армии были также включены (см. рис.):
- шинель пехотная и кавалерийская[10] (кавалерийская шинель от пехотной отличалась спинкой с пришивной юбкой, имевшей обязательный разрез, начинавшийся на 14 см ниже талии; пехотные шинели разреза сзади не имели, однако разрешалось их делать самостоятельно в тех случаях, когда красноармейцу в строю полагалась лошадь)[11];
- летняя рубаха (с нагрудной планкой, имевшей потайную застёжку на 2 пуговицы, и воротник-стойку, застёгивающийся на 2 крючка; нагрудные карманы отсутствовали, имелись 2 продольных прорезных кармана внизу)[11];
- кожаные лапти.

Кожаные лапти предназначались для ношения поверх портянок или онучей, вместо сапог или солдатских ботинок — в связи с их нехваткой, следствием которой являлось довольно распространённой практикой ношение красноармейцами обычных лаптей, плетёных из лыка, бересты или пеньки (см. фото). Верхняя часть кожаных лаптей кроилась из одного куска кожи и сшивалась на заднике. Верхний край лаптей имел прорезные отверстия, в которые продевался ремешок для стягивания лаптя на ноге, а также 2 медных кольца по бокам, в которые продевался другой ремешок для закрепления лаптя на ноге путём обмотки им голени (см. рис.).
Ранняя Красная Армия отвергла офицерство как явление, объявив его «пережитком царизма». Само слово «офицер» было заменено словом «командир». Были отменены погоны, отменены воинские звания, вместо которых использовались названия должностей, например, «начдив» (начальник дивизии), или «комкор» (командир корпуса). 16 января 1919 года приказом № 116 был введён в действие Табель о знаках различия, которым устанавливалось 11 знаков различия командного состава, начиная от отделенного командира и заканчивая командующим фронтом. Во всех случаях знаки, изготавливаемые из красного приборного сукна, носились на левом рукаве одежды. На 22—24 сантиметра выше низка рукава была нашита красная звезда с чёрной окантовкой (с двойной окантовкой для должностей начиная от командира бригады и выше), и чёрными серпом и молотом, а ниже её знаки различия в виде треугольников, квадратов или ромбов.
Знаки различия по родам войск представляли собой цветное поле-клапан (петлицу), пришиваемую по краю воротника одежды и имели установленный цвет:
- пехота — малиновый;
- кавалерия — синий;
- артиллерия — оранжевый;
- инженерные войска — чёрный;
- воздухоплавательные войска — голубой;
- пограничная охрана — зелёный.

Окончательно, установленными приказом РВСР от 8 апреля 1919 года № 628 цветами по роду войск были следующие элементы одежды:
- пришивная суконная звезда «будёновки»;
- 3 нагрудных клапана с ромбовидными окончаниями (для рубах состояли из двух половинок, нашиваемых на нагрудную планку горизонтально так, чтобы при застёгнутой рубахе концы каждой половинки совпадали, образуя продолжение одна другой)[11], размеры клапанов:
  - для шинелей: длина (по оси симметрии клапана) — 11 см, ширина в узкой части — 2,5 см, в широкой части (между противоположными вершинами углов ромбовидных окончаний) — 3,5 см,
  - для рубах: длина каждой половинки (по оси симметрии) — 8 см, ширина в узкой части — 2,5 см, в широкой (между противоположными вершинами углов ромбовидных окончаний) — 4 см;
- воротниковые клапаны (для рубах — аналогичные половинкам нагрудных клапанов для рубах, с ромбовидными окончаниями, нашиваемые на концы воротника-стойки, параллельно его верхнему краю; для шинелей — ромбовидные клапаны, со слегка вогнутыми двумя верхними сторонами, нашиваемые на углы воротника шинели)[11], размеры клапанов:
  - для шинелей: длина каждой из двух нижних сторон ромбовидного клапана — 6 см, расстояние между углами каждой из двух верхних сторон — 7 см,
  - для рубах: длина каждой половинки (по оси симметрии) — 9 см, ширина в узкой части — 3 см, в широкой (между противоположными вершинами углов ромбовидных окончаний) — 4 см;
- канты шинели по шву обшлагов и воротника (воротник, обшлага и клапаны поясных карманов изготавливались из того же сукна, что и шинель, но более тёмного оттенка).

На полях воротниковых клапанов (петлиц) было предписано наносить прочной чёрной краской номера полков, согласно общей для всей Красной Армии нумерации — арабскими цифрами высотой 2 см.
22 августа 1919 года приказом РВСР № 1406 вводится нарукавная повязка для комендантов железнодорожных участков, станций и пристаней, а также для военных комиссаров при них, и кроме того нарукавный знак для всех служащих военных сообщений. Нарукавная повязка представляла собой полосу из красного сукна шириной 12 см, сшитую кольцом. На полосу нашивался большей диагональю горизонтально чёрный бархатный ромб с диагоналями 8 × 12 см, окаймлённый 3-мм кантом либо зелёного цвета — для комендантов, либо тёмно-жёлтого цвета — для комиссаров. В центре ромба было вышито белыми (серебряными) нитями железнодорожное колесо с двумя крыльями, расположенными по его оси. Нарукавный знак для служащих военных сообщений представлял собой аналогичный ромб того же рисунка, что и у комендантов, который предписывалось нашивать на левый рукав выше локтя.
3 апреля 1920 года приказом РВСР № 572 были введены нарукавные знаки различия по роду войск, изготавливавшиеся из приборного сукна:
- пехота — ромб, нашиваемый большей диагональю вертикально (поле знака малинового цвета);
- кавалерия — знак формы подковы (поле знака синего цвета);
- артиллерия — знак формы снаряда (поле знака алого цвета);
- инженерные войска — квадрат (поле знака чёрного цвета);
- авиационные части — ромб, нашиваемый большей диагональю горизонтально (поле знака голубого цвета).

На всех знаках имелись жёлтый кант и жёлтое восходящее солнце, красная звезда и знак рода войск: скрещенные винтовки для пехоты, шашки для кавалерии и т. п. В частях, награждённым Революционным Красным знаменем те детали, которые были вышиты жёлтым шёлком, вышивались золотой мишурой, а для военнослужащих, прослуживших более года, и участвовавших в боевых действиях, была установлена серебряная мишура.
Тем не менее, в связи с экономическими условиями, массовое производство униформы и знаков различия наладить не удалось и до 1922 года полного обеспечения армии новой униформой не произошло.

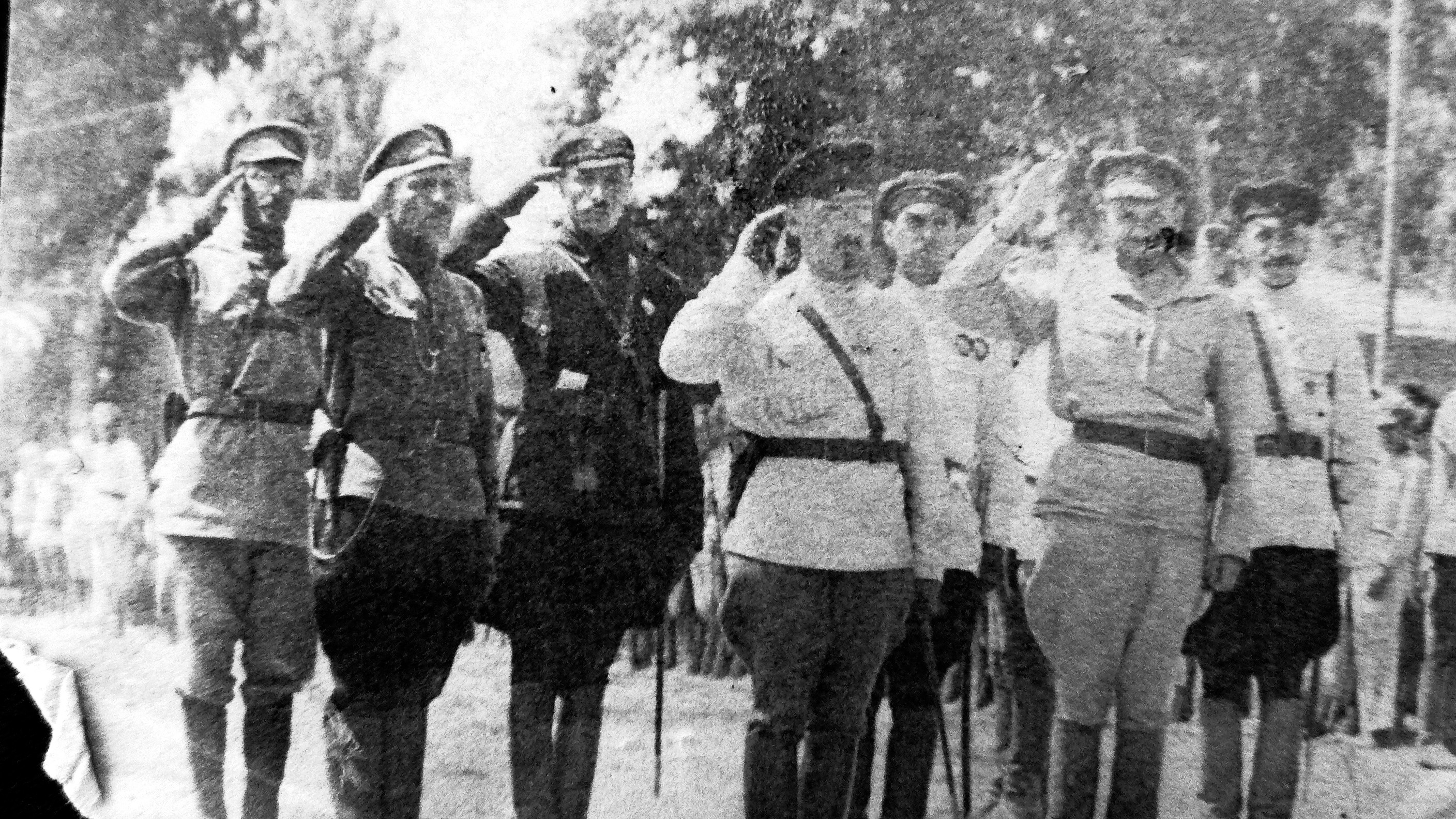
Управление 4-й армии Западного фронта (третий слева — Г. С. Горчаков), 1920 год. У крайнего слева краскома видны пришивные клапаны на рубахе.
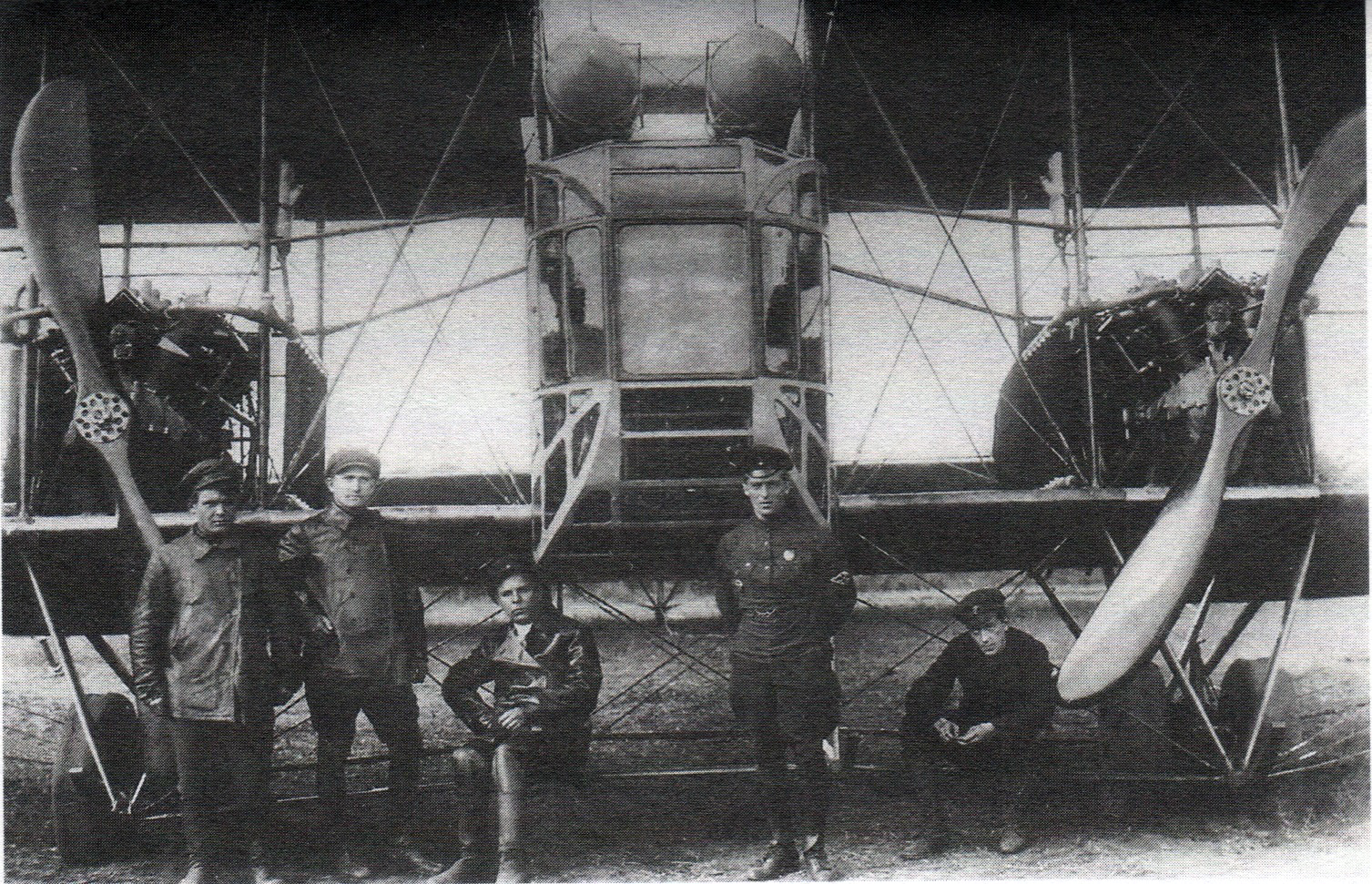
Экипаж бомбардировщика «Илья Муромец» Дивизиона воздушных кораблей Юго-Западного фронта, 8 сентября 1920 года. Как минимум у одного военлёта (в центре) виден нарукавный знак авиационных частей.
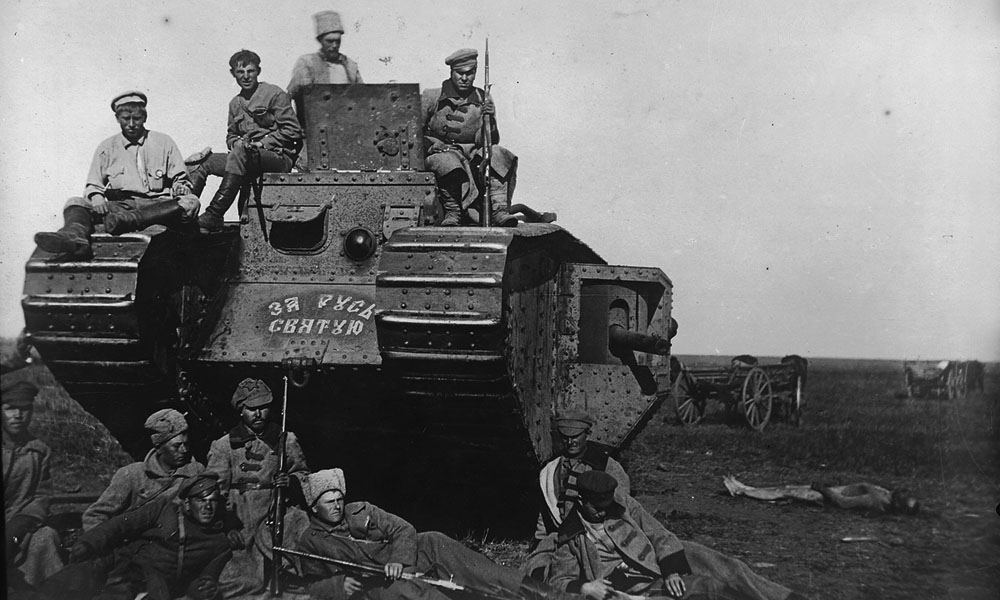
Красноармейцы 51-й стрелковой дивизии у захваченого в боях под Каховкой английского танка Mark V, 14 октября 1920 года. Некоторые красноармейцы одеты в шинели образца 1919 года — видны воротники более тёмного оттенка и нагрудные клапаны, при этом воротниковые клапаны-петлицы отсутствуют.
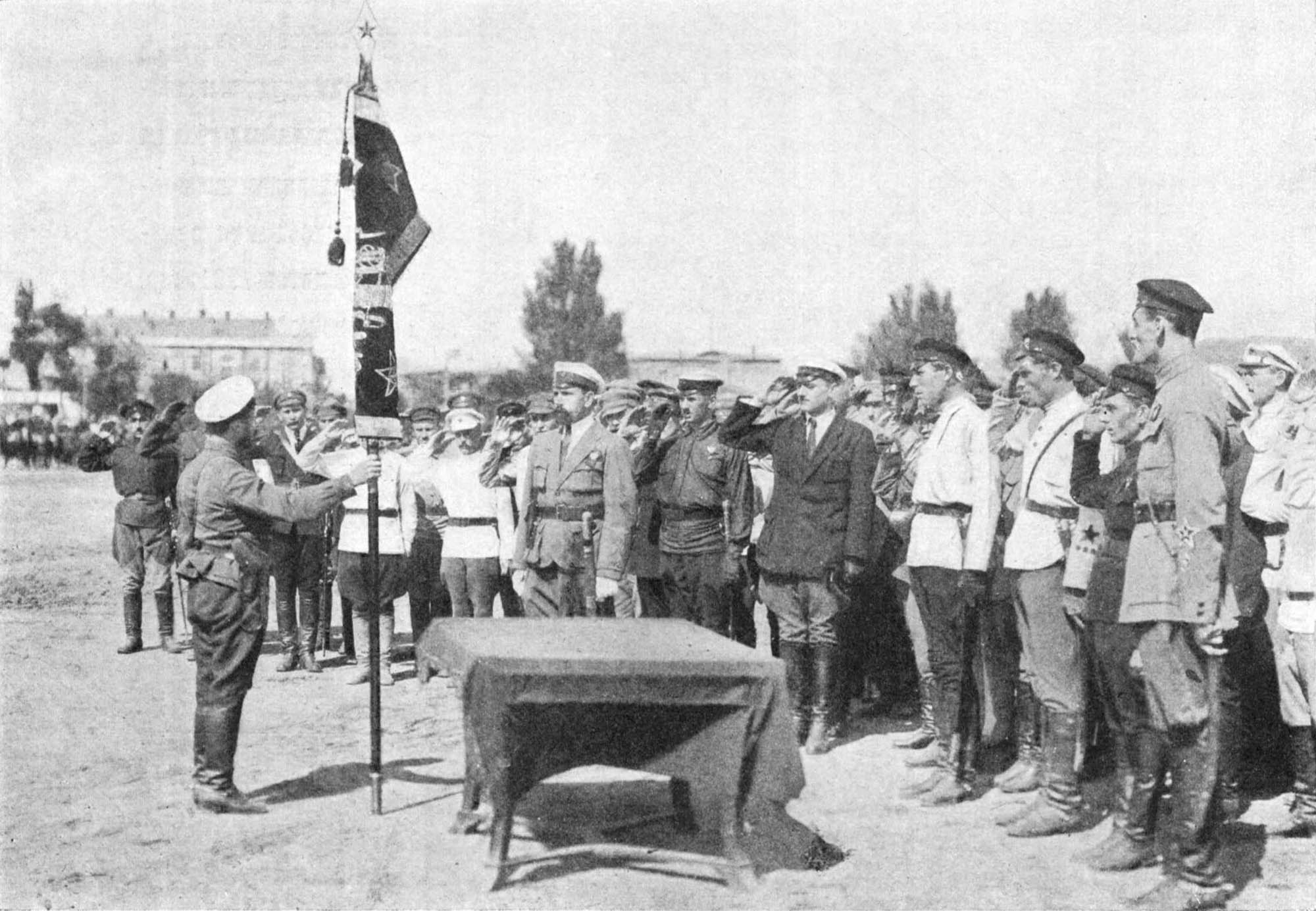
Вручение Почётного Красного Знамени командующим Вооружёнными Силами Украины и Крыма М. В. Фрунзе начальнику 51-й стрелковой дивизии П. Е. Дыбенко, 1921 год. Справа на фото у некоторых краскомов видны нарукавные должностные знаки различия образца 1919 года (у крайнего справа краскома окантовка, серп и молот на нарукавных знаках различия, судя по всему, «неуставного» цвета).

#### Рабоче-Крестьянский Красный Флот
27 октября 1921 года приказом РВСР за № 2443 была утверждена первая регламентированная форма Рабоче-Крестьянского Красного Флота (РККФ). Для командирского состава она состояла из однобортных закрытых кителей (синего суконного и белого парусинового) или чёрной тужурки для ношения с белой рубашкой и галстуком. Брюки к ним полагались чёрные суконные или белые полотняные. Фуражка была чёрного сукна с чёрной лентой на околыше, с золотым якорем, ободком и колосьями. В зимнее время поверх одежды надевалось однобортное пальто из темно-серого сукна с отложным воротником. Рядовому и младшему начальствующему составам полагались синяя фланелевая рубаха (фланелевка), а также белая полотняная форменная рубаха (форменка) с пришивным матросским воротником тёмно-синего цвета (так называемым «гюйсом»), имеющим по краям 3 белые полоски, которая имела обшлага того же тёмно-синего цвета, что и «гюйс», с 3 аналогичными белыми полосками по верхним краям обшлагов. При ношении фланелевки в холодное время, поверх рубахи форменной белой, пристежной матросский воротник фланелевки не пристёгивался, а матросский воротник форменки выправлялся наружу.
В качестве головного убора была принята бескозырка из чёрного сукна, с чёрной лентой с надписью золотыми буквами и кокардой, аналогичной офицерской.
В зимнее время полагался двубортный чёрный суконный бушлат с отложным воротником. Кроме того, в зимнее время весь личный состав флота носил чёрную шапку-ушанку; летом на тулью фуражек и бескозырок надевался белый чехол.
Для комсостава были установлены знаки должностного положения, расположенные на обшлагах обоих рукавов. У имевших военно-морское образование, знаки представляли собой пятиконечную звезду алого сукна с золотой каймой, и такие же нарукавные полосы различной ширины. Для некомсостава были установлены нарукавные знаки специальностей (всего 30 знаков) в виде чёрного круга с красной вышивкой. Они носились на левом рукаве выше локтя.

## 1922—1924-е годы

### РККА

Помощник командира роты или командир роты. Должностные знаки различия — на обшлаге. Выше — нарукавная эмблема по роду войск. На петлицах — эмблемы пехоты. Одет в летнюю рубаху и летний шлем.

Приказом РВСР от 31 января 1922 года № 322 военная форма РККА была строго регламентирована. Были даны описания новой формы, ведомости цветов сукна, окантовок, шифровок предметов обмундирования для разных военных ведомств, шифровок и эмблем всех родов войск и утверждена Табель знаков различия командного и административно-хозяйственного состава РККА. С этого же времени было запрещено ношение неустановленных образцов одежды.
Были утверждены два образца шинелей: пехотного и кавалерийского образца, на которых оставались три клапана цвета рода войск на груди, знак рода войск на левом плече и нарукавный знак различия (теперь на фигурном клапане цветом по роду войск, с алой окантовкой и алой пятиконечной звездой в верхней части клапана) выше обшлага на левой руке. На воротнике шинели размещались ромбовидные петлицы цвета рода войск, где размещались шифровки и знаки рода войск.

Были утверждены два вида рубах: зимняя и летняя, из тёмно-серого мундирного сукна и светло-серого равентуха без подклада соответственно, имевшие стояче-отложные воротники. Как на той, так и на другой рубахе имелись нагрудные клапаны, нарукавные знаки различия и петлицы. К рубахам полагались шаровары: зимние, из тёмно-серого сукна и летние из светло-серого репса. В швах шаровар командного состава был проложен кант цвета рода войск. Петлицы рубах претерпели изменения: теперь они стали прямоугольными, шириной 4 см и длиной 8—8,5 см, на которые также предписывалось крепить эмблемы по роду службы и шифровки воинских формирований. Также на петлицах была введена окантовка, установленная для родов войск, органов управления и различных военных учреждений.
Зимний шлем (будёновка) претерпел некоторые изменения: была изменена конструкция верхней части и убран кант с пришивной суконной звезды (уменьшился её диаметр с 10,5 см до 9,5 см). Вместо фуражки был введён летний шлем светло-серого цвета, похожий на зимний шлем.
Впервые были введены разные знаки различия для должностей командного и административно-хозяйственного состава. У последних на клапанах знаки различия в виде треугольников, квадратов или ромбов были не красного, а синего цвета. Был изменён цвет артиллерии: она получила сочетание чёрного с красным, и соответственно поменялись цвета нарукавного знака.
Был введён нарукавный знак бронечастей, по образцу существующих, представляющий собой круг с чёрно-красным полем, со звездой и эмблемой — изображением богатырского шлема и руки с мечом. Кроме того, появились нарукавные знаки некоторых ведомств, такие как знаки реввоентрибуналов (приказ РВСР от 18 сентября 1922 года № 2185), военно-санитарного ведомства (приказ РВСР от 28 сентября 1922 года № 2264), и корпуса военных топографов (приказ РВСР от 20 января 1923 года № 174). Был введён особый знак для воинских частей, получивших наименование «образцовых» (приказ РВСР от 17 сентября 1922 года № 2162).
С этого же времени были утверждены эмблемы, введённые не только для родов войск, но и для отдельных специальных соединений и частей. Всего было введено 40 эмблем. Одна эмблема была введена для стрелковых частей, в артиллерии имелось четыре вида эмблем, кавалерия имела одну эмблему, двенадцать видов эмблем полагалось инженерным частям, два вида для службы военных сообщений, пять эмблем для войск связи, три эмблемы для военно-учебного ведомства, семь эмблем бронечастей (но они просуществовали всего лишь около пяти месяцев, после чего приказом РВСР от 29 мая 1922 года № 1312 были заменены единой эмблемой в форме щита с изображением руки с мечом и молнией, увенчанного колесом с крыльями), две эмблемы для воздушного флота, и по одной для военных ветеринаров, военных санитаров и конвойной стражи. 13 декабря 1922 года приказом РВСР № 2759 была введена эмблема и шифровка для вновь созданного Московского артиллерийского звукометрического отдела РККА, в связи с чем окончательное количество эмблем родов войск (служб) сократилось до 35.
Была установлены расцветки петлиц, при этом разная для поля петлицы и кантов, канта шаровар и эмблем с шифровками (последние размещались на петлицах, состояли из литер, а также римских и арабских цифр, и обозначали род войск и тип соединения, части, учреждения). Сочетание четырёх цветов было уникальным для каждого рода войск, и было различным ещё и для управлений. Канты на шароварах были упразднены 27 июня 1923 года приказом РВСР № 322. Этим же приказом предписывалось окантовывать нагрудные и нарукавные клапаны кантом одинакового цвета с кантом петлиц (до этого момента окантовка на нагрудных клапанах отсутствовала, а нарукавные клапаны имели кант единого цвета — алого, независимо от рода войск).
| Расцветка приборных сукон, окантовки и шифровки предметов обмундирования | Расцветка приборных сукон, окантовки и шифровки предметов обмундирования | Расцветка приборных сукон, окантовки и шифровки предметов обмундирования | Расцветка приборных сукон, окантовки и шифровки предметов обмундирования | Расцветка приборных сукон, окантовки и шифровки предметов обмундирования |
| Наименование родов войск и управлений                                    | Петлицы на шинели и рубахе                                               | Петлицы на шинели и рубахе                                               | Цвет канта по наружному шву шаровар                                      | Цвет эмблемы и шифровки                                                  |
| ------------------------------------------------------------------------ | ------------------------------------------------------------------------ | ------------------------------------------------------------------------ | ------------------------------------------------------------------------ | ------------------------------------------------------------------------ |
| Наименование родов войск и управлений                                    | цвет поля                                                                | цвет канта                                                               | Цвет канта по наружному шву шаровар                                      | Цвет эмблемы и шифровки                                                  |
| Для войсковых частей                                                     |                                                                          |                                                                          |                                                                          |                                                                          |
| Пехота                                                                   | малиновый                                                                | чёрный                                                                   | малиновый                                                                | жёлтый                                                                   |
| Кавалерия                                                                | синий                                                                    | чёрный                                                                   | синий                                                                    | жёлтый                                                                   |
| Aртиллерия                                                               | чёрный                                                                   | красный                                                                  | красный                                                                  | жёлтый                                                                   |
| Инженерные войска                                                        | чёрный                                                                   | красный                                                                  | красный                                                                  | белый                                                                    |
| Авиационные и воздухоплавательные части                                  | голубой                                                                  | чёрный                                                                   | голубой                                                                  | жёлтый                                                                   |
| Войска связи                                                             | чёрный                                                                   | жёлтый                                                                   | жёлтый                                                                   | белый                                                                    |
| Бронесилы                                                                | красный                                                                  | чёрный                                                                   | красный                                                                  | жёлтый                                                                   |
| Железнодорожные войска                                                   | чёрный                                                                   | светло-зелёный                                                           | светло-зелёный                                                           | белый                                                                    |
| Этапно-транспортные части                                                | чёрный                                                                   | светло-зелёный                                                           | красный                                                                  | белый                                                                    |
| Конвойная стража                                                         | синий                                                                    | красный                                                                  | красный                                                                  | жёлтый                                                                   |
| Общеармейские (местные части войск, управления, учреждения, заведения)   | чёрный                                                                   | малиновый                                                                | красный                                                                  | жёлтый                                                                   |
| Для управлений                                                           |                                                                          |                                                                          |                                                                          |                                                                          |
| Революционный военный совет                                              | бирюзовый                                                                | красный                                                                  | бирюзовый                                                                | белый                                                                    |
| Штабы                                                                    | красный                                                                  | белый                                                                    | красный                                                                  | белый                                                                    |
| Управление главного начальника снабжения и ему подведомственные          | тёмно-зелёный (бархат)                                                   | белый                                                                    | тёмно-зелёный                                                            | белый                                                                    |
| Главное артиллерийское управление                                        | чёрный (бархат)                                                          | красный                                                                  | красный                                                                  | жёлтый                                                                   |
| Главвоздухофлот                                                          | голубой (бархат)                                                         | чёрный                                                                   | голубой                                                                  | жёлтый                                                                   |
| Главное военно-инженерное управление                                     | чёрный (бархат)                                                          | красный                                                                  | красный                                                                  | белый                                                                    |
| Управление связи                                                         | чёрный (бархат)                                                          | жёлтый                                                                   | жёлтый                                                                   | белый                                                                    |
| Управление бронесил                                                      | красный (бархат)                                                         | чёрный                                                                   | красный                                                                  | жёлтый                                                                   |
| Главхозуправление                                                        | тёмно-зелёный                                                            | красный                                                                  | тёмно-зелёный                                                            | белый                                                                    |
| Главсануправление                                                        | тёмно-синий                                                              | красный                                                                  | тёмно-синий                                                              | жёлтый                                                                   |
| Главветуправление                                                        | чёрный                                                                   | синий                                                                    | синий                                                                    | белый                                                                    |
| Управление военных сообщений                                             | чёрный (бархат)                                                          | светло-зелёный                                                           | светло-зелёный                                                           | белый                                                                    |
| Всевобуч                                                                 | красный                                                                  | синий                                                                    | синий                                                                    | белый                                                                    |
| Главное финансовое управление                                            | тёмно-зелёный                                                            | синий                                                                    | тёмно-зелёный                                                            | белый                                                                    |
| Главное управление военно-учебных заведений                              | красный                                                                  | синий                                                                    | красный                                                                  | жёлтый                                                                   |
| Генеральный штаб                                                         | чёрный (бархат)                                                          | красный                                                                  | красный                                                                  | белый                                                                    |
| Управление конвойной стражи                                              | синий                                                                    | красный                                                                  | синий                                                                    | жёлтый                                                                   |

## 1924—1935-е годы

### Сухопутные и Военно-воздушные силы РККА
В 1924 году с униформы были убраны декоративные элементы: цветные нагрудные клапаны и все нарукавные знаки различия, а также упразднены шифровки с петлиц. Это позволило разместить на петлицах знаки различия (у красноармейцев рядового состава на петлицах оставлены лишь номера полков, в которых они проходили службу). Произошло разделение командного состава на четыре группы (младший, средний, старший и высший составы) и четырнадцать категорий. Приказом Революционного военного совета СССР (РВС СССР) от 2 декабря 1924 года № 1244 были установлены новые знаки различия (треугольники, квадраты, прямоугольники и ромбы).
Первым крупным изменением в форме в 1924 году стало введение нового летнего головного убора: фуражки защитного цвета с козырьком, на околыше которой размещалась красноармейская звезда. Затем на снабжение были приняты новые образцы летних рубах и шаровар, а также шинели. Летние рубахи для всех родов войск изготавливались из хлопчатобумажной ткани защитного цвета — гимнастёрки. Кроме того, летние рубахи, введённые приказом РВС СССР от 30 мая 1924 года № 702, получили 2 нагрудных накладных кармана с клапанами, застёгивающимися на пуговицы.
Были установлены новые знаки различия по занимаемым должностям, и новый порядок их размещения. Теперь они, будучи заменены на металлические и уменьшенными в размерах, размещались на петлицах (прямоугольных на гимнастёрках и фигурных на шинелях). Снова были изменены цвета родов войск:
- пехота — малиновые петлицы с чёрной окантовкой;
- артиллерия и бронечасти — чёрные петлицы с красной окантовкой;
- кавалерия — синие петлицы с чёрной окантовкой;
- Военно-воздушные силы — голубые петлицы с красной окантовкой;
- технические войска — чёрные петлицы с синей окантовкой;
- административно-хозяйственный состав и военнослужащие военно-санитарного ведомства — тёмно-зелёные петлицы с красной окантовкой.

Приказом РВС СССР от 20 июня 1924 года № 807 были изменены (а для некоторых категорий вновь установлены) эмблемы рода войск. Их количество было уменьшено до 24. 19 августа 1924 года приказом РВС СССР № 1058 военно-санитарному ведомству вместо эмблемы в виде знака красного креста, установленной в 1924 году приказом РВС СССР № 807, вводится другая эмблема — змея, обвивающая чашу (так называемая «гиппократова чаша»).
26 июня 1924 года приказом РВС СССР № 850 вместо суконной рубахи зимней, установленной в 1922 году, была введена суконная однобортная рубаха-френч, застёгивающаяся на пять пуговиц по борту, со стояче-отложным воротником и двумя нагрудными накладными карманами с клапанами, а также двумя внутренними прорезными карманами внизу. Спустя месяц, 4 августа 1924 года, приказом РВС СССР № 1010 для командного, административно-хозяйственного и политического составов суконная рубаха-френч была несколько видоизменена: вместо внутренних прорезных карманов внизу установлены накладные карманы с клапанами. Зимние суконные рубахи-френчи носились с суконными же шароварами пехотного или кавалерийского образцов. Также был введён новый образец шинели (пехотной и кавалерийской) и этот образец 1924 года с незначительными изменениями, состоял на снабжении советской, а затем и российской армий до конца XX века. В июле 1924 года были унифицированы пуговицы, которые имели на лицевой стороне звезду с серпом и молотом и выпускались в трёх размерах.
В 1924 году серьёзные изменения коснулись Военно-воздушных сил. Их летняя и зимняя форма общеармейского покроя стала иметь тёмно-синий цвет, головной убор стал один — фуражка, и наконец вместо шинели на снабжение ВВС стало поступать пальто синего цвета. Были введены нарукавные знаки для военных лётчиков, военных воздухоплавателей на привязных и свободных аэростатах, а в 1925 году — и для авиамехаников (технического состава). В 1925 году вновь последовали изменения для начальствующего состава ВВС, начиная со среднего и выше. В комплект обмундирования были введены обычная пехотная шинель, полуоткрытый однобортный френч английского образца цвета хаки, рубашка, галстук и бриджи (галифе) одного цвета с френчем, а также обычная фуражка образца 1924 года.
Приказом РВС СССР от 27 апреля 1926 года № 223 воинские части морской авиации «для упрощения снабжения были переданы на довольствие военно-морским портам», в связи с чем для всех военнослужащих морской авиации была установлена флотская форма одежды. Нарукавные авиационные знаки не включались в описание флотской формы, но автоматически были перенесены на неё, и неизменно носились военнослужащими лётно-подъёмного состава морской авиации вплоть до 1943 года.
В связи с появлением на Северном Кавказе национальных формирований, для них была установлена своя униформа, в основном соответствующая той, что носили казачьи формирования в царской армии.
7 декабря 1926 года приказом РВС СССР № 721 были введены петлицы для химических частей из чёрного сукна с чёрным кантом, и установленной этим же приказом эмблемой. В результате количество эмблем родов войск (служб) стало равняться 25.
В том же году для начальствующего состава сухопутных сил были введены шаровары тёмно-синего цвета (для кавалерии и конной артиллерии синего цвета). В конце 1926 года снова поменялась одежда Военно-воздушных сил, вновь став синей, но с белой рубашкой и чёрным галстуком. В 1927 году по инициативе С. М. Будённого была введена цветовая схема фуражек в кавалерии. Для каждой дивизии был установлен свой цвет тульи, цвет околыша зависел от номер полка или специального эскадрона. Она просуществовала только два года и в 1929 году упразднена, с введением общекавалерийской фуражки. В других войсках с 1928 года была установлена единая суконная фуражка цвета хаки. В 1927 году для всех родов войск была введена белая рубаха летнего времени для ношения вне строя. В 1929 году для всех родов войск были приняты новые образцы летних и зимних рубах тёмно-защитного цвета. В 1931 году для личного состава кавалерии и конной артиллерии вместо шинели была принята на снабжение ватная куртка, а начальствующему составу в зимнее время было разрешено носить шапки, плащ-пальто и бекеши. Также в 1931 году на снабжение танкистов поступил кожаный шлем и введён единый для всех родов войск полушубок с длинной юбкой, а для личного состава кавалерии и конной артиллерии Сибирского военного округа и Дальнего Востока введены короткие ватные куртки.
В 1926 году впервые были введены правила ношения военной формы одежды. Были установлены повседневная, караульная и походная формы одежды, каждая из которых подразделялась на зимнюю (суконные шлем, рубаха, шаровары, шинель, сапоги или ботинки с крагами или обмотками, ремень) и летнюю (фуражка, летние рубаха и шаровары, шинель, обувь, ремень). В холодных районах зимняя форма дополнялась валенками, полушубком и тёплым бельём. Караульная и походная формы предполагали собой наличие того или иного снаряжения.
Повседневная форма одежды носилась вне службы, на службе и в некоторых случаях, в строю. Начиная от среднего начальствующего состава, разрешалось носить личное оружие. Караульная форма существовала только для рядового и младшего начальствующего состава, и предполагала собой наличие оружия и одной патронной сумки. Применялась форма в караулах, дозорах и т. п., а также во время воинских церемоний. Походная форма предполагала собой повседневную форму с положенным оружием, шанцевым инструментом, противогазом и полной боевой выкладкой.
В 1932 году для начальствующего состава (начиная со среднего) сухопутных сил и ВВС было принято единое походное снаряжение, состоящее из поясного ремня, передних и задних плечевых ремней, кобуры и полевой сумки. Всё изготовлялось из коричневой кожи. При повседневной форме снаряжение носилось с одним плечевым ремнём и кобурой, при походной с двумя ремнями, кобурой, полевой сумкой, биноклем, флягой и противогазом. Служащие ВВС всегда носили только один плечевой ремень.
18 ноября 1932 года приказом РВС СССР № 220 вводятся «Правила ношения формы одежды военнослужащими РККА». Этим Правилами для военных атташе были установлены синие петлицы с чёрной окантовкой, и нашитой на них красноармейской звездой из красного сукна с золотой окантовкой, серпом и молотом.

### Военно-морские силы РККА

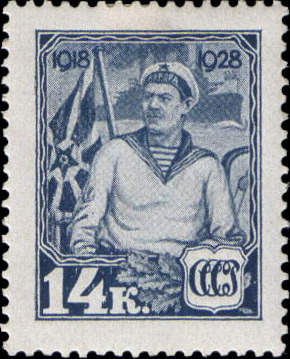
Краснофлотец с крейсера «Аврора» в белой форменке и бескозырке с белым чехлом. «10 лет РККА», 1928 год.

В 1925 году была установлена форма для Военно-морских сил РККА (ВМС РККА). Было установлено деление обмундирования на основное и добавочное для всех категорий военнослужащих, и на обмундирование начальствующего состава (исключая младший) и рядового состава. В обмундирование начальствующего состава входили пальто цвета маренго, тужурка с жилетом и галстуком, тёмно-синий китель, белый китель, зимние чёрные брюки, белые летние брюки, чёрная фуражка (летом с белым чехлом), зимняя шапка из чёрного сукна с подкладкой и козырьком, высокие сапоги или ботинки гражданского образца. Рядовой и младший начальствующий состав в зависимости от времени года или исполняемых обязанностей, носили пальто, бушлат, фланелевую и форменную рубахи, зимние и летние брюки, рабочую одежду из парусины или синей нанки, сапоги, бескозырку и шапку. Знаки различия флотского командного состава представляли собой установленное количество жёлтых галунов определённой ширины, над которыми располагалась звезда с золотистой окантовкой для плавсостава и серебристой для остальных. У рядовых краснофлотцев звезда была без окантовки; также у рядовых и младшего командного состава на левом рукаве нашивался нарукавный знак специальности.